# Paarita
La paarita és un mineral de la classe dels sulfurs. Rep el nom en honor de Werner H. Paar (Salzburg, 15 de setembre de 1942 -), professor de mineralogia a la Universitat de Salzburg, Àustria.

## Característiques
La paarita és una sulfosal de fórmula química Pb1.7Cu1.7Bi6.3S₁₂. Va ser aprovada com a espècie vàlida per l'Associació Mineralògica Internacional l'any 2001. Cristal·litza en el sistema ortoròmbic. La seva duresa a l'escala de Mohs és 3,5.
Segons la classificació de Nickel-Strunz, la paarita pertany a «02.H - Sulfosals de l'arquetip SnS, amb Cu, Ag, Fe, Sn i Pb» juntament amb els següents minerals: aikinita, friedrichita, gladita, hammarita, jaskolskiïta, krupkaïta, lindströmita, meneghinita, pekoïta, emilita, salzburgita, eclarita, giessenita, izoklakeïta, kobellita, tintinaïta, benavidesita, jamesonita, berryita, buckhornita, nagyagita, watkinsonita, museumita i litochlebita.

## Formació i jaciments
Va ser descoberts al dipòsit d'scheelita de Mittersill, a l'estat de Salzburg (Àustria). També ha estat descrita a Suïssa, Hongria, Polònia, Grècia i la República Popular de la Xina.